# Amnon Lipkin-Shahak
Amnon Lipkin-Shahak (Tel Aviv, 18 marzo 1944 – Gerusalemme, 19 dicembre 2012) è stato un politico e generale israeliano, ramatkal delle forze di difesa israeliane dal 1º gennaio 1995 al 9 luglio 1998.